# Pinet (Spanyolország)
Pinet egy község Spanyolországban, Valencia tartományban. Pinet Gandia, Barx és Llutxent községekkel határos. Lakosainak száma 148 fő (2024).

## Népesség
A település népessége az utóbbi években az alábbiak szerint változott:
| Lakosok száma | 211  | 192  | 190  | 194  | 178  | 171  | 159  | 157  | 155  | 148  |
|               | 2001 | 2004 | 2007 | 2009 | 2012 | 2014 | 2017 | 2019 | 2022 | 2024 |